# Europameisterschaften im Springreiten 2025
Die Europameisterschaften im Springreiten 2025 wurden vom 16. bis 20. Juli in der Nähe der spanischen Großstadt A Coruña, ausgetragen.

## Sportstätte
Austragungsort war die  Reitsportanlage Casas Novas im Dorf Larín de Arriba, Teil der Gemeinde Arteixo. Die im Jahr 2000 eröffnete Anlage steht im Besitz der Familie Ortega, deren Modekonzern Inditex ebenfalls in der Nähe ansässig ist. Die Verwaltungsratspräsidentin von Inditex, Marta Ortega Pérez, war selbst einige Jahre als Springreiterin aktiv.
Die Anlage verfügt über feste Stallungen, eine große Reithalle (in der im Winter jeweils eine Etappe des Springreitweltcups ausgetragen wird) und diverse Außenplätze. Für die Europameisterschaften wurde die Anzahl von Zuschauerplätzen auf 14.000 verdoppelt.

## Ergebnisse

### Mannschaftswertung
Die Mannschaft Spaniens konnte sich auf Platz 16 nicht für den abschließenden Umlauf qualifizieren, auch gelang keinem der Reiter des Gastgeberlandes der Einzug in die finale Einzelprüfung des besten 25 Reiter.
| Platz | Land           | Reiter und Pferde | Strafpunkte  | Strafpunkte             | Strafpunkte             | Strafpunkte |
| Platz | Land           | Reiter und Pferde | Zeitspringen | Nationenpreis 1. Umlauf | Nationenpreis 2. Umlauf | Gesamt      |
| 1     | Belgien        | Belgien | 4,61         | 0                       | 1                       | 5,61        |
| ----- | -------------- | --- | ------------ | ----------------------- | ----------------------- | ----------- |
|       |                | Nicola Philippaerts mit Katanga v/h Dingeshof Pieter Devos mit Casual DV Z Thibeau Spits mit Impress-K Van’t Kattenheye Z Gilles Thomas mit Ermitage Kalone |              |                         |                         |             |
| 2     | Großbritannien | Großbritannien | 3,96         | 0                       | 4                       | 7,96        |
|       |                | Ben Maher mit Dalls Vegas Batilly Matthew Sampson mit Medoc de Toxandria Donald Whitaker mit Millfield Colette Scott Brash mit Hello Folie                  |              |                         |                         |             |
| 3     | Deutschland    | Deutschland | 4,19         | 0                       | 4                       | 8,19        |
|       |                | Marcus Ehning mit Coolio Sophie Hinners mit Iron Dames My Prins Christian Kukuk mit Just Be Gentle Richard Vogel mit United Touch S                         |              |                         |                         |             |
| 4     | Irland         | Irland | 8,39         | 0                       | 4                       | 12,39       |
|       |                | Denis Lynch mit Vistogrand Seamus Hughes Kennedy mit Rocky Bertram Allen mit Qonquest de Rigo Darragh Kenny mit Eddy Blue                                   |              |                         |                         |             |
| 5     | Schweiz        | Schweiz | 7,10         | 4                       | 4                       | 15,10       |
|       |                | Nadja Peter Steiner mit Mila Géraldine Straumann mit Long John Silver Martin Fuchs mit Conner Jei Steve Guerdat mit Iashin Sitte                            |              |                         |                         |             |
| …     |                | |              |                         |                         |             |
| 12    | Österreich     | Österreich | 14,11        | 12                      |                         |             |
|       |                | Alessandra Reich mit Oeli R Katharina Rhomberg mit Cuma Markus Saurugg mit Crunchy Nut Max Kühner mit Cooley Jump the Q                                     |              |                         |                         |             |

### Einzelwertung
Auch in der Einzelwertung kam es bei den besten Reiter-Pferd-Paaren zu ungewöhnlich wenig Fehlern Richard Vogel war mit seinem Hengst United Touch im Zeitspringen (erste Prüfung der Mannschaftswertung und der Einzelwertung) Zweiter geworden. Die sich aus seinem Abstand zum Führenden Daniel Coyle ergebenden 0,01 Strafpunkte bildeten auch sein Endergebnis, über vier weitere Kurse kamen keine weiteren Fehler mehr hinzu. Damit wurde Vogel mit neuem Rekordwert Europameister.
Coyle selbst hatte seine Stute Legacy vor dem zweiten Springen aus dem Wettbewerb zurückgezogen, da er das Gefühl hatte, dass diese nicht zu 100 Prozent fit sei. In das Finale der besten 25 Einzelreiter war der amtierende Europameister Steve Guerdat mit 1,19 Strafpunkten noch aussichtsreich gestartet. Drei Springfehler in den letzten beiden Parcours ließen ihn jedoch auf Rang 12 zurückfallen. Richard Vogels Lebensgefährtin Sophie Hinners wurde mit dem Schimmelwallach My Prins Sechste, Nadja Peter Steiner kam auf den 15. Rang und Olympiasieger Christian Kukuk auf Rang 17.
| Disziplin | Gold                         | Silber            | Bronze                        |
| --------- | ---------------------------- | ----------------- | ----------------------------- |
| Einzel    | Richard Vogel United Touch S | Scott Brash Folie | Gilles Thomas Ermitage Kalone |

## Medaillenspiegel
| Platz | Land           | Gold | Silber | Bronze | Gesamt |
| ----- | -------------- | ---- | ------ | ------ | ------ |
| 1     | Belgien        | 1    | –      | 1      | 2      |
| 1     | Deutschland    | 1    | –      | 1      | 2      |
| 3     | Großbritannien | –    | 2      | –      | 2      |